# Боуэн, Памела
Паме́ла Бо́уэн (англ. Pamela Bowen) — американская актриса

.

## Биография
Памела Боуэн родилась в Далласе (штат Техас, США) в семье шотландского, валлийского и чокто-индейского происхождения, а выросла в маленьком городке с населением в 600 человек. Была чирлидером у Cowboys. Памела Боуэн дружила с Рэем Лиоттой и училась в том же актёрском классе Гарри Мастрожеге, что и Рэй с Джошем Тэйлором 4 года.
Сыграла более чем в 45-ти фильмах и телесериалах. Рассматривалась на роль Саманты Джонс в телесериал «Секс в большом городе» (1998), которую в итоге получила Ким Кэттролл.
В 1992—2001 годы Памела была замужем за вокалистом рок-группы «Kiss» Полом Стэнли. У бывших супругов есть сын — Эван Шейн Стэнли (род. 06.06.1994).

## Избранная фильмография
| Год  |    | Русское название                    | Оригинальное название   | Роль                                               |
| ---- | -- | ----------------------------------- | ----------------------- | -------------------------------------------------- |
| 1986 | с  | Создавая женщину                    | Designing Women         | Марджори Ли Уинник                                 |
| 1986 | с  | Секретный агент Макгайвер           | MacGyver                | Джоанн Ремминс                                     |
| 1987 | с  | Дни нашей жизни                     | Days of Our Lives       | Лесли Ландмен                                      |
| 1987 | с  | Детективное агентство «Лунный свет» | Moonlighting            | Девушка из бара № 2 / Рита Корли — девушка из бара |
| 1988 | с  | Весёлая компания                    | Cheers                  | Мими                                               |
| 1989 | с  | Мэтлок                              | Matlock                 | Салли Хичкок                                       |
| 1990 | с  | Она написала убийство               | Murder, She Wrote       | Синди Марш                                         |
| 1992 | ф  | Игрок                               | The Player              | Трикси                                             |
| 1993 | с  | Беверли-Хиллз, 90210                | Beverly Hills, 90210    | Бабетт Льюис                                       |
| 1997 | с  | Все любят Рэймонда                  | Everybody Loves Raymond | Джессика Белл                                      |
| 1999 | ф  | Детройт — город рока                | Detroit Rock City       | Лейтенант Мэтмок                                   |
| 2002 | тф | Юлий Цезарь                         | Julius Caesar           | Аврелия                                            |
| 2003 | с  | Клиент всегда мёртв                 | Six Feet Under          | подруга в лавандовом                               |
| 2003 | с  | Шпионки                             | She Spies               | Эрика Пирс                                         |
| 2015 | с  | Правосудие                          | Justified               | Банковский менеджер Джойс Киплинг                  |